# Theridion anson
Theridion anson är en spindelart som beskrevs av Claude Lévi 1967. Theridion anson ingår i släktet Theridion och familjen klotspindlar.
Artens utbredningsområde är Juan Fernández-öarna. Inga underarter finns listade i Catalogue of Life.